# زمین‌لرزه ۱۲۹۰ راور
زمین‌لرزه راور در تاریخ ۱۸ آوریل ۱۹۱۱ میلادی، برابر با ‎۲۸ فروردین ۱۲۹۰، ساعت ۱۸:۱۴:۳۶ به زمان یوتی‌سی در شمال استان کرمان و اطراف راور رخ داد. ژرفای این زلزله ۵۰ کیلومتر بود. بزرگی آن ۶٫۷ در مقیاس ریشتر اعلام شده‌است. زمین‌لرزه به وقت محلی در روز سه‌شنبه، ساعت ۲۱٫۵ روی داده و منطقه زمانی آن یوتی‌سی +۳٫۵ بوده‌است.
شمار کشتگان زلزله حدود ۷۰۰ نفر بوده‌است.